# VidCon
Die VidCon ist eine Multi-Genre-Video-Convention und findet seit 2010 jährlich in Südkalifornien statt. Sie wurde von Hank und John Green (vlogbrothers) initiiert und ist mit mittlerweile über 75.000 Teilnehmern die größte Video-Convention der Welt.

## Geschichte

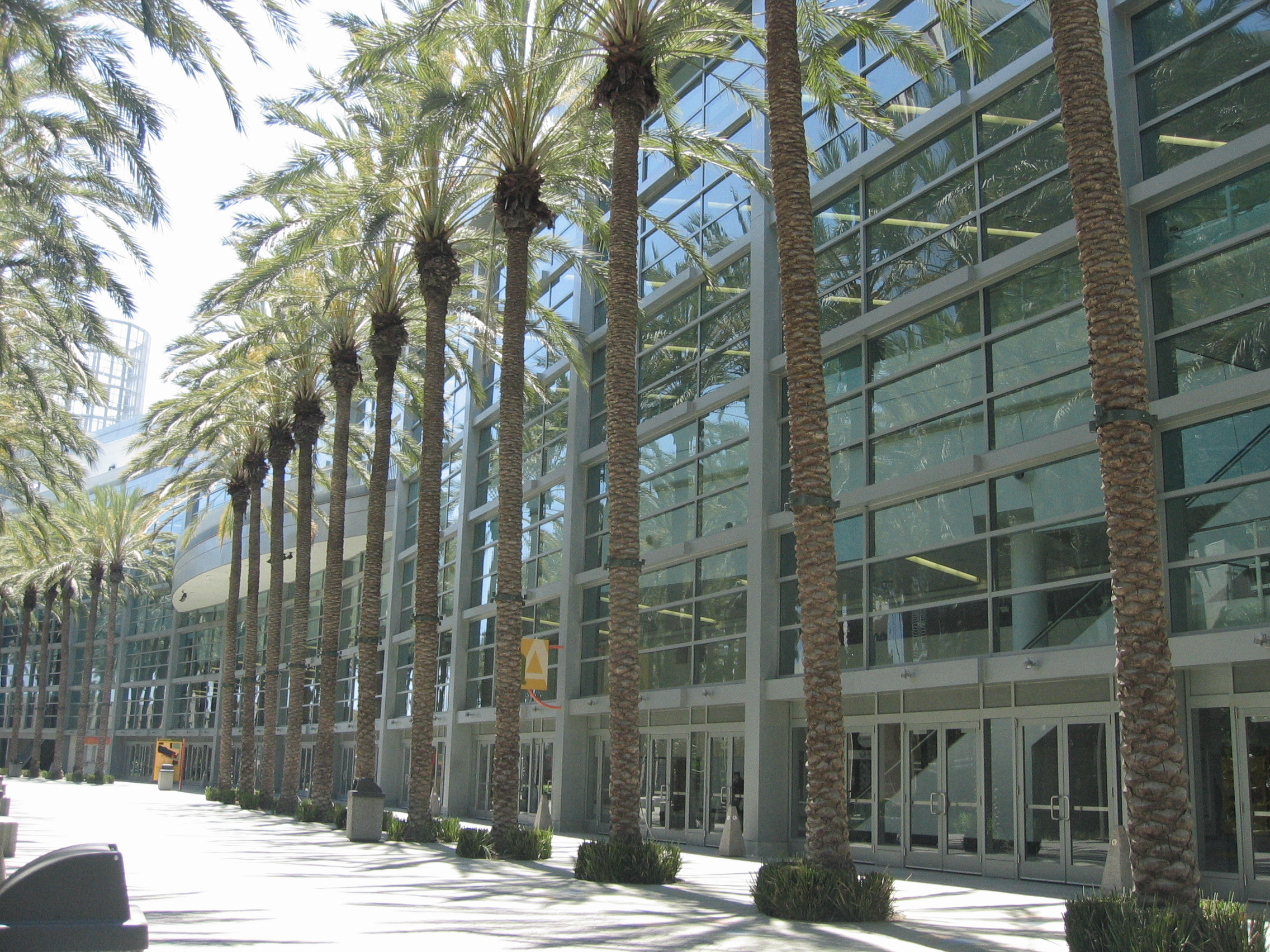
Das Anaheim Convention Center. Veranstaltungsort seit 2012.

### 2010
Die erste VidCon fand am 10. und 11. Juli 2010 im Hyatt Regency Century Plaza Hotel in Los Angeles statt. Die Karten waren bereits im Voraus ausverkauft. Über 1400 Gäste besuchten die Veranstaltung.

### 2012
Die dritte VidCon fand im Jahr 2012 zum ersten Mal im Anaheim Convention Center statt. Da auf dem neuen Gelände mehr Platz zur Verfügung stand, stieg die Besucherzahl in diesem Jahr auf 7000.

### 2013
YouTube gab im Jahr 2013 bekannt, für zwei Jahre der Hauptsponsor der VidCon zu werden. Im selben Jahr besuchten etwa 12.000 Menschen die VidCon. Bereits einen Monat vor dem Event waren alle Karten ausverkauft.

### 2014
Im Jahr 2014 nutzte YouTube die Convention, um neue Funktionen der Video-Plattform anzukündigen, darunter eine Spendenfunktion und die Möglichkeit, Videos mit 60 fps hochzuladen.

### 2015
Die sechste VidCon fand vom 23. bis 25. Juli 2015 im Anaheim Convention Center statt. In diesem Jahr besuchten 19.500 Menschen die VidCon.

### 2016
Die siebte VidCon fand vom 23. bis zum 25. Juni erneut im Anaheim Convention Center statt. Die Besucherzahlen beliefen sich auf 25.000.

### 2017
2017 begann eine weltweite Expansion der VidCon. Die VidCon Europe fand vom 8. bis 9. April in Amsterdam statt, die VidCon Australia vom 9. bis zum 10. September in Melbourne. In Amsterdam wurde das Amsterdam RAI als Austragungsort benutzt. Die Hauptveranstaltung wurde wie gewohnt in Kalifornien abgehalten. 31.000 Menschen besuchten die VidCon in diesem Jahr.

### 2018
Wie im Jahr zuvor gab es 2018 VidCon-Veranstaltungen in Amsterdam und Melbourne. Die Besucherzahlen lagen bei rund 75.000.
Im Februar gab der Medienkonzern Viacom seine Pläne bekannt, die VidCon zu kaufen.

### 2019
Die VidCon Europe fand 2019 erstmals im Exhibition Centre in London statt. Neu eröffnet wurde die VidCon Asia, die vom 3. bis 6. Dezember im Raffles City Convention Center in Singapur abgehalten wurden. Die Veranstaltung in Kalifornien verzeichnete weitere 75.000 Besucher.

### 2020
Die für den Sommer geplante VidCon konnte wegen der Covid-19-Pandemie nicht in herkömmlicher Form stattfinden. Als Ersatz wurde das Online-Programm VidCon Now gestartet, in dem wichtige Programmpunkte auf YouTube gestreamt wurden.

### 2021
Die VidCon in Anaheim wurde für den Oktober angesetzt, musste allerdings anhand von steigender Infektionszahlen abgesagt werden. Andere VidCon-Veranstaltungen fanden in Mexiko-Stadt, Abu Dhabi und Singapur statt.

### 2022
Die VidCon 2022 fand vom 22. bis 25. Juni im Anaheim Convention Center statt. Anders als in den Jahren zuvor war der Hauptsponsor nicht mehr YouTube, sondern die chinesische Videoplattform TikTok. Auf dieser Plattform berühmte Videoproduzenten wie Khaby Lame oder Charli D’Amelio wurden zum ersten Mal auf der Veranstaltung vorgestellt. Die VidCon wurde in diesem Jahr von 50.000 Menschen besucht.

## Übersicht
| Jahr | Veranstaltungsort           | Besucherzahl                                          | Quelle |
| ---- | --------------------------- | ----------------------------------------------------- | ------ |
| 2010 | Hyatt Regency Century Plaza | 1.400                                                 | [ 13 ] |
| 2011 | Hyatt Regency Century Plaza | 2.500                                                 | [ 14 ] |
| 2012 | Anaheim Convention Center   | 7.000                                                 | [ 15 ] |
| 2013 | Anaheim Convention Center   | 12.000                                                | [ 16 ] |
| 2014 | Anaheim Convention Center   | 18.000                                                | [ 17 ] |
| 2015 | Anaheim Convention Center   | 19.500                                                | [ 17 ] |
| 2016 | Anaheim Convention Center   | 25.000                                                | [ 18 ] |
| 2017 | Anaheim Convention Center   | 31.000                                                | [ 19 ] |
| 2018 | Anaheim Convention Center   | 75.000                                                | [ 20 ] |
| 2019 | Anaheim Convention Center   | 75.000                                                | [ 21 ] |
| 2020 | Anaheim Convention Center   | Konnte wegen der COVID-19-Pandemie nicht stattfinden. |        |
| 2021 | Anaheim Convention Center   | Konnte wegen der COVID-19-Pandemie nicht stattfinden. |        |
| 2022 | Anaheim Convention Center   | 50.000                                                | [ 12 ] |